# 放下
放下（ほうか）とは、
1. 日本における大道芸のひとつ。田楽法師の伝統を受け継ぐ雑芸。
放下（ほうげ）とは、
2. キリスト教神秘主義で用いられる概念。
3. 仏教、主に禅宗などで用いられる概念。
本項では、1.と2.と3.について説明する。

## 大道芸「放下（ほうか）」
放下は、室町時代から近世にかけてみられた大道芸のひとつである。
「放下」の語はもともと禅宗から出た言葉で、一切を放り投げて無我の境地に入ることを意味したが、「投げおろす」「捨てはなす」の原義から派生して鞠（まり）や刀などを放り投げたり、受けとめたりする芸能全般をあらわすようになったと考えられる。
放下は、奈良時代に散楽の一部として中国大陸から伝来した曲芸・軽業的諸芸が、中世に入ってもっぱら放下師・放下僧によって演じられるようになったものである。

### 中世

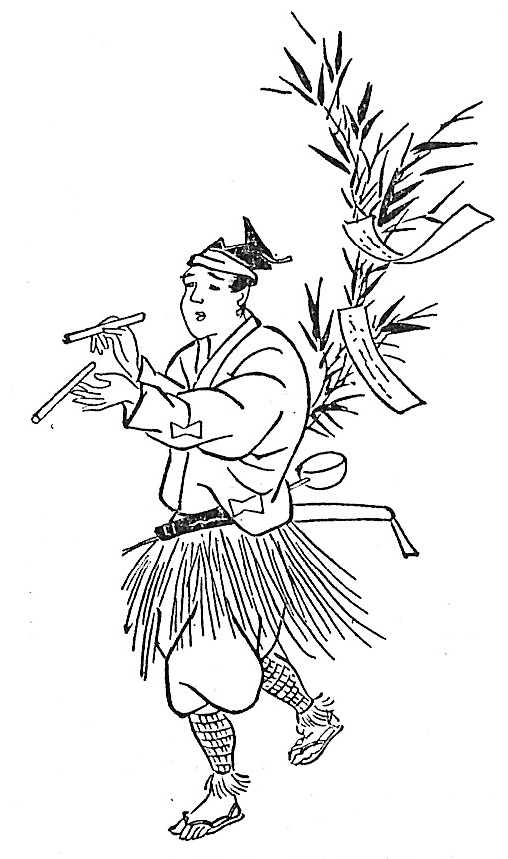
『七十一番職人歌合』より「放下」
----
笹竹を背負い、烏帽子姿であるく放下師

室町時代中期、芸能の中心となったのは、屋外を舞台に、雑芸を生業とする放浪の大道芸人であったが、なかでも人気だったのが放下師であった。放下師はまた、単に「放下」ともいわれた。
放下師（放下）がおこなった芸には、中国から渡来した鼓のようなかたちの空中独楽の中央のくびれ部分に紐を巻き付けて回転させたり、空中高く飛ばしたりして、自在に使い分ける輪鼓（りゅうご）や田楽芸の「高足」から転じた連飛（れんぴ）、また、鞠・短刀などを空中に投げ上げて自在にお手玉する品玉（しなだま）、八ツ玉、手鞠、弄丸（ろうがん）などがあり、従来の散楽や田楽から学び習った曲芸や奇術を専業化し、人びとが行き交う大道や市の立つ殷賑の地などでこれを演じて人気を博した。また、「こきりこ」（筑子）と称される、長さ30センチメートル・太さ1センチメートルほどの竹の棒2本を打ち合わせたり、拍子をとったりして物語歌をうたい歩き、あるいは辻に立って歌い、特に子女からの人気を集めた。
放下師が人形も廻したことは伏見宮貞成親王の日記『看聞御記』に「ヒイナヲ舞ス」とあることからも確かめられている。
放下の演者の多くは、田楽を生業とする田楽法師がそうであったように僧体をしている者も多く、その場合は「放下僧」と呼ばれた。また、烏帽子をかぶり、笹竹に恋歌の書かれた短冊を吊り下げ、それを背負って歩く放下師もおり、その姿は室町時代の歌合『七十一番職人歌合』にも描かれている。

### 近世

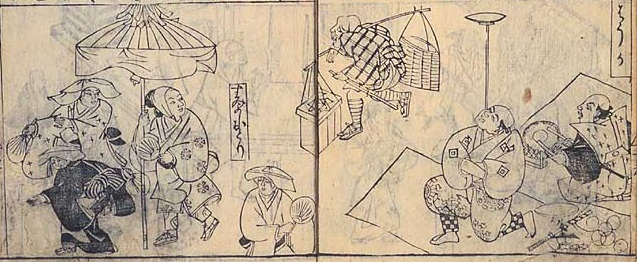
『人倫訓蒙図彙』（元禄3年（1690年）頃刊行）の挿図より「放下」（右）「住吉踊り」（左）
----
放下師は路上で皿回しをしている。

放下は、近世にいたって俗人の手にうつったが、従来の曲芸だけではなく、鞠の曲、玉子の曲、おごけの曲、うなぎの曲、枕の曲（枕返し）、籠抜け、皿回しなども演じた。また、放下芸と獅子舞を生業とする伊勢太神楽の集団が成立したのも近世初頭である。いっぽうで小屋掛けがなされるようになり、寄席演芸のひとつとして、大がかりな曲芸や手品もおこなうようになった。手品は、山芋をうなぎにする、籠より小鳥を出す、絵を鶴にするなどといったもので、元禄年間（1688年-1704年）に活躍した有名な手品師、塩の長次郎も放下師の出身であった。また、『京都御役所向大概覚書』という史料によれば、寛文9年（1669年）、豊後屋団右衛門という人物が歌舞伎などの興行に対抗して「放下物真似」の名代が許されている。
江戸時代前期にあってはまた、当時流行の歌舞伎や人形浄瑠璃（文楽）との提携も進み、その幕間におおいに演じられた。江戸歌舞伎の座元（太夫元）となった都伝内も放下師の出身であったという。
元禄以降、しだいに劇場からはすがたを消し、大道芸に回帰していった放下は「辻放下」と呼称され、身分的には非人階級に属し、江戸浅草の車善七の差配にしたがった。

### 近現代
明治維新以降、近代にはいると「放下」の語は文献資料からはみられなくなる。現在、放下芸は太神楽のなかの一ジャンルとして寄席で演じられるほか、日本各地にのこる「風流踊り」と総称される民俗芸能のなかでも演じられる。

## キリスト教における「放下（ほうげ）」
放下（ほうげ）は、キリスト教神秘主義、とくにドイツ神秘主義で用いられる概念である。ドイツ語では Gelassenheit と表記され、「キリスト（救世主）へのゆだね」とも訳される。我性を捨ててイエス・キリストにすべてを委ね死にきり、己を無となし、そのことによってキリストの受難と復活に与り、真によく生きることをいう。マイスター・エックハルトにおける中心概念であり、ヤーコプ・ベーメらに継承された。

## 仏教における「放下（ほうげ）」
禅の用語で、放り投げる、捨て去ること。ものごとに執着せず、迷いを捨て去ること。遠離（おんり）解脱すること。浄土門においても、時宗の法語（『一遍上人語録』「門人伝説」）に同様に用いられている。禅浄双修の立場においては、このようなとらわれの心を捨てて、ただひたすらに念仏することを勧める。
仏教に限らず、一般においてもすべてを捨て去ったり、放棄することの意に用いる。